# Luis Antonio Scozzina
Luis Antonio Scozzina OFM (* 6. Mai 1951 in San Lorenzo, Provinz Santa Fe, Argentinien) ist ein argentinischer Ordensgeistlicher und römisch-katholischer Bischof von Orán.

## Leben
Luis Antonio Scozzina trat der Ordensgemeinschaft der Franziskaner bei und empfing am 9. März 1980 das Sakrament der Priesterweihe.
Am 6. April 2018 ernannte ihn Papst Franziskus zum Bischof von Orán. Der Erzbischof von Corrientes, Andrés Stanovnik OFMCap, spendete ihm am 18. Mai desselben Jahres in der Kathedrale San Ramón Nonato in Orán die Bischofsweihe; Mitkonsekratoren waren der Erzbischof von Salta, Mario Antonio Cargnello, und der Erzbischof von Rosario, Eduardo Eliseo Martín.